# Nina Radjenovic
Nina Radjenovic, née le 24 août 1998, est une karatéka suisse.
Elle est médaillée d'or en kumite par équipe aux Championnats d'Europe de karaté 2018 avec Elena Quirici, Noémie Kornfeld et Ramona Brüderlin.